# Tomomi Okazaki
Tomomi Okazaki (岡崎 朋美, Okazaki Tomomi), née le 7 septembre 1971 à Kiyosato, est une patineuse de vitesse japonaise.

## Biographie
Aux Jeux olympiques d'hiver de 1998 disputés à Nagano, elle a obtenu la médaille de bronze du 500 mètres. Durant la fin des années 1990, elle est triple médaillé de bronze aux Championnats du monde sur le 500 m, sa distance fétiche. Lors des Jeux olympiques de Turin 2006, elle échoue de peu pour le podium après avoir fini troisième de la première des deux manches. En 2010, elle se qualifie pour les Jeux olympiques à Vancouver, devenant la première athlète japonaise à enchaîner cinq éditions des Jeux olympiques consécutives. À cette occasion, elle a défilé comme porte-drapeau de la délégation japonaise lors de la cérémonie d'ouverture.

## Palmarès
- Jeux olympiques d'hiver
  -  Médaille de bronze aux Jeux de Nagano 1998

- Championnats du monde simple distance
  -  Médaille de bronze du 500 m en 1996 à Hamar
  -  Médaille de bronze du 500 m en 1998 à Calgary
  -  Médaille de bronze du 500 m en 1999 à Heerenveen

- Coupe du monde
  - Deuxième du classement du 500 m en 1995-1996, 1999-2000 et 2004-2005
  - 12 victoires (11 sur 500 m et 1 sur 1 000 m).